# دخول مضاعف

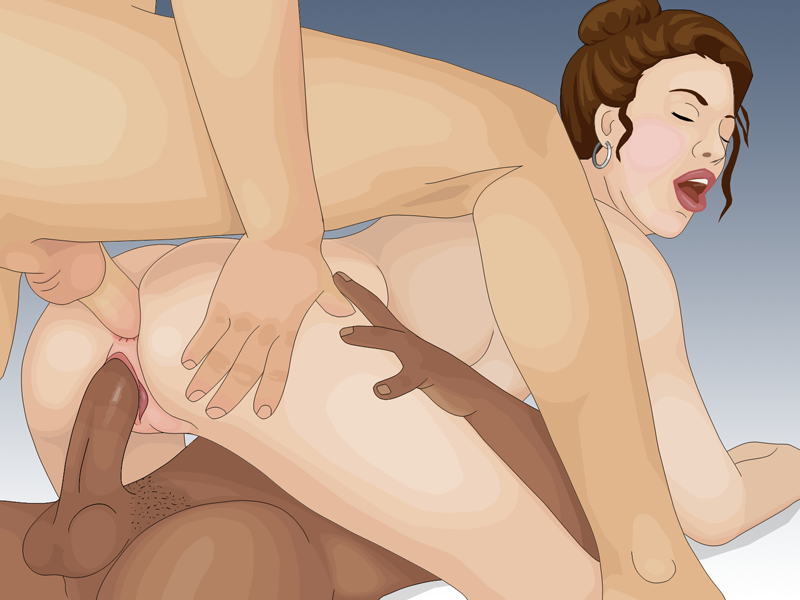
دخول همزمان مقعد و واژن، رایج‌ترین نوع "دخول دوگانه"

دخول مضاعف (به انگلیسی: Double penetration) (گاهی به اختصار DP نامیده می‌شود) یک عمل جنسی است که شامل نفوذ همزمان به یک فرد در چند روزنه یا در یک روزنه توسط چندین قسمت بدن یا اشیاء دیگر است. معمولاً به دو آلت تناسلی یا آلت مصنوعی اشاره دارد که همزمان از راه واژن و مقعد به یک زن نفوذ می‌کنند.

## شیوه
این عمل معمولاً شامل قرار دادن و فشار دادن دو آلت تناسلی (و یا آلت مصنوعی که ممکن است برای مقعد بات پلاک باشد) در حالت نعوظ به واژن و مقعد زن است. این یک عمل رایج در پورنوگرافی است. این اصطلاح همچنین می‌تواند وارد کردن و رانش دو آلت تناسلی در حالت نعوظ را در مفعول مانند یک زن (اعم از واژن یا مقعد) یا مقعد مرد را توصیف کند.
نفوذ را می‌توان نه تنها با آلت تناسلی، بلکه با قسمت‌های مختلف بدن (دست، انگشتان) یا با اسباب بازی‌های جنسی خاص انجام داد. نفوذ همزمان دو آلت تناسلی به واژن به عنوان نفوذ دوگانه واژن (DVP) شناخته می‌شود. نفوذ همزمان مقعد به عنوان نفوذ مقعدی دوگانه (DAP) شناخته می‌شود.
عمل جنسی ممکن است به دلیل تحریک همزمان نقطه جی و فورنکس قدامی برای زن لذت بخش باشد. مردان ممکن است از تنگی واژن و/یا مقعد و همچنین از مالش آلت تناسلی خود به هم در همان روزنه یا از طریق پوشش فاسیای رکتوواژینال لذت ببرند.

## تاریخچه

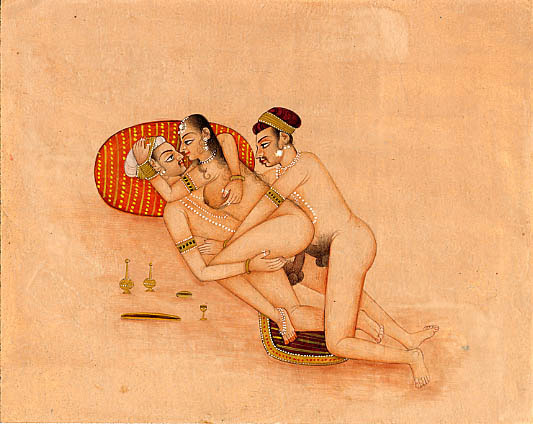
تصویری از نفوذ دوگانه زنی در کاما سوترا

نمایش‌هایی از نفوذ دوگانه در بسیاری از اشیاء وابسته به عشق شهوانی رومی و همچنین در کاما سوترا به تصویر کشیده شده‌است. اولین فیلم نفوذ دوگانه در تاریخ در سال ۱۹۷۰ در فیلم «دلفیای یونانی» ساخته کارگردان لاسه براون ظاهر شد. [منبع غیر اولیه مورد نیاز است]
برنادت بارتون، فمینیست، استدلال کرده‌است که نفوذ مضاعف، به دلیل اینکه معمولاً شامل آلت تناسلی دو مرد نزدیک به هم یا مستقیماً لمس می‌شود، در یک فرهنگ همجنس‌گرا هراسی عملی «غیرمعمول همواروتیک» است. بارتون همچنین فکر می‌کند که نفوذ مضاعف «عجیب» و «تنبیه کننده بدن» است زیرا می‌تواند روزنه‌های یک زن را تا حد فیزیکی خود بکشد. گیل داینز معتقد است که نفوذ مضاعف یک عمل افراطی است که قبل از دهه ۲۰۱۰ «تقریبا وجود نداشت»، اما اکنون به یکی از محبوب‌ترین انواع پورنوگرافی تبدیل شده‌است، تغییری که او به زن ستیزی نسبت می‌دهد.
بازیگر پورنوگرافی جیمز دین انکار می‌کند که دخول مضاعف ذاتاً «فعالیت همجنس‌گرایی» است، حتی اگر دو آلت تناسلی در یک روزنه باشند، و معتقد است که انگیزه بازیگر مرد تعیین می‌کند که آیا این عمل همجنس‌گرا است یا نه.

## سیخ کباب (اقدام جنسی)
عمل جنسی به سیخ کشیدن (به انگلیسی: Spit-roast) یک نوع دخول مضاعف است که در آن به شخص توسط یک آلت تناسلی (اعم از واژن یا مقعد) در قسمت عقب نفوذ می‌شود و با آلت تناسلی دیگر رابطه جنسی دهانی انجام می‌دهد. این کنش جنسی هر دو حالت سگی را با یک فلاتیو ترکیب می‌کند. «تف کباب» اغلب در پورنوگرافی به تصویر کشیده می‌شود.